# Музаффарбек Туробоєв
Музаффарбек Туробоєв (узб. Muzaffarbek Toshtemir oʻgʻli Toʻroboyev; 5 квітня 2000, Сурхандар'їнська область, Узбекистан) — узбецький дзюдоїст, бронзовий призер Олімпійських ігор 2024 року, чемпіон світу, Азії та Азійських ігор.

## Виступи на Олімпіадах
| Олімпіада  | Дисципліна      | Місце |
| ---------- | --------------- | ----- |
| Париж 2024 | до 100 кг       | 3     |
| Париж 2024 | змішана команда | 7     |

## Зовнішні посилання
- Музаффарбек Туробоєв на сайті International Judo Federation (англійська)
- Музаффарбек Туробоєв на сайті JudoInside.com (англійська)
- Музаффарбек Туробоєв на сайті AllJudo.net (французька)